# بوريس ساغريدو
بوريس ساغريدو (بالإسبانية: Boris Sagredo)‏ (21 مارس 1989 بسان فيليبي في تشيلي - ) هو لاعب كرة قدم تشيلي في مركز الوسط. شارك مع منتخب تشيلي تحت 23 سنة لكرة القدم ومنتخب تشيلي لكرة القدم. أما مع النوادي، فقد لعب مع سانتياغو واندررز وكولو-كولو ونادي أوهيجينس ونادي بالستينو وديبورتيفو نوبلينس ‏ وسان لويس دي كويلوتا وديبورتيس إيكيكي ورينجرز دي تالكا.

## روابط خارجية
- بوريس ساغريدو على موقع قاعدة بيانات كرة القدم.إي يو (الإنجليزية)
- بوريس ساغريدو على موقع ناشيونال فوتبول تيمز (الإنجليزية)
- بوريس ساغريدو على موقع Soccerway.com (الإنجليزية)
- بوريس ساغريدو على موقع عالم كرة القدم.نت (الإنجليزية)
- بوريس ساغريدو على موقع AS.com (الإسبانية)